# 村松軌道
村松軌道（むらまつきどう）は、かつて茨城県那珂郡石神村および同郡村松村（いずれも現・東海村）に存在した軌道路線およびその運営会社である。
石神村の鉄道省常磐線石神駅（現・東海駅）から村松村にある村松虚空蔵尊への参拝客を輸送する計画であり、鉄道計画の発起人総代が当時の村松虚空蔵尊の住職であった。しかし開業直後に襲った世界恐慌の影響と、すでに1921年（大正10年）9月から石神乗合バスが石神駅 - 村松宿間で1日10往復しており、村松虚空蔵尊の門前まで乗り入れるバスに対し不利で開業時から苦しい経営が続くことになる。結局、開業からわずか7年後の1933年（昭和8年）2月15日に廃止された。最終的に現場職員が2名だったという。

## 歴史
- 1923年（大正12年）6月18日 村松軌道に対しガソリン自動車軌道特許状下付（那珂郡石神村-同郡村松村間）[2]。
- 1924年（大正13年）3月31日 村松軌道株式会社設立（本社東京市）[3]
- 1926年（大正15年）4月24日 石神 - 阿漕間が開業[4]。
- 1933年（昭和8年）
  - 2月13日 村松軌道に対し軌道起業廃止許可[5]。

## 停留所一覧
石神 - 真崎 - 阿漕

## 接続路線
事業者名は廃止時点のもの
- 石神駅：鉄道省常磐線（石神駅、現・東海駅）

## 輸送・収支実績
| 年度 | 輸送人員（人） | 営業収入（円） | 営業費（円） | 営業益金（円） | その他益金（円）            |
| ---- | -------------- | -------------- | ------------ | -------------- | --------------------------- |
| 1926 | 29,240         | 4,660          | 7,342        | ▲ 2,682        | 寄付金3,000（村松虚空蔵尊） |
| 1927 | 19,497         | 2,435          | 8,849        | ▲ 6,414        |                             |
| 1928 | 16,178         | 11,892         | 6,613        | 5,279          |                             |
| 1929 | 10,237         | 1,423          | 2,490        | ▲ 1,067        |                             |
| 1930 | 12,465         | 1,857          | 3,482        | ▲ 1,625        |                             |
| 1931 | 4,497          | 675            | 1,993        | ▲ 1,318        |                             |

- 鉄道統計資料各年度版

## 車両
軌道特許時は矢沼商店の自動鉄道を考えていたが動力を蒸気に変更している。
開業にあたり遠州電気鉄道（遠州鉄道の前身の一つ）の蒸気機関車2両、無蓋貨車10両と上信電気鉄道（上野鉄道）の客車2両を購入。貨車は村松砂丘の砂採取用で関東大震災後の復興需要を見込んだものであったが、保安林であることから監督官庁の認可が下りず目論みは外れてしまった。